# Austin Powers: International Man of Mystery (trilha sonora)
| Críticas profissionais | Críticas profissionais |
| Avaliações da crítica  | Avaliações da crítica  |
| Fonte                  | Avaliação              |
| ---------------------- | ---------------------- |
| AllMusic               | 3 de 5 estrelas.       |

Austin Powers: International Man of Mystery é um álbum contendo a trilha sonora do filme homônimo da New Line Cinema: Austin Powers: International Man of Mystery, de 1997.
O álbum foi lançado nos Estados Unidos através da Hollywood Records em 15 de Abril de 1997. Ele não teve um bom desempenho comercial alcançando o pico no número 184 na parada americana de álbuns "Billboard 200".

## Faixas
1. "The Magic Piper (Of Love)" por Edwyn Collins
2. "BBC" por Ming Tea
3. "Incense and Peppermints" por Strawberry Alarm Clock
4. "Carnival" por The Cardigans
5. "Mas Que Nada" por Sérgio Mendes
6. "Female of the Species (Fembot Mix)" por Space
7. "You Showed Me" por The Lightning Seeds
8. "Soul Bossa Nova" por Quincy Jones e His Orchestra
9. "These Days" por Luxury
10. "Austin's Theme" por The James Taylor Quartet
11. "I Touch Myself" por Divinyls
12. "Call Me" por The Mike Flowers Pops
13. "The Look of Love" por Susanna Hoffs
14. "What the World Needs Now Is Love" por Burt Bacharach e The Posies
15. "The Book Lovers" por Broadcast
16. "Austin Powers" por Wondermints
17. "The 'Shag-adelic' Austin Powers Score Medley" por George S. Clinton

## Desempenho
| Tabela musical (1997)          | Melhor posição |
| ------------------------------ | -------------- |
| Estados Unidos - Billboard 200 | 184            |